# Enrique Ferré Sempere
Enrique Ferré Sempere (Alcoi, 3 d'octubre de 1929) fou un empresari i polític valencià, diputat a les Corts Valencianes.

## Trajectòria
Va estudiar als Salesians d'Alcoi. Diplomat com a tècnic en fosa pel Gremi de Fonedors de Ferro de Barcelona, va dirigir una foneria de ferro i metall i posteriorment fou director gerent d'un comerç de subministraments industrials. Ha estat membre de FEMPA Arxivat 2015-06-23 a Wayback Machine..
Políticament ha militat en Alianza Popular, partit del que el 1981 en fou nomenat president comarcal, i posteriorment vicepresident provincial i tresorer de l'executiva regional. Fou elegit diputat a les eleccions a les Corts Valencianes de 1983 i de 1987. Ha estat secretari de la Comissió d'Obres Públiques i Transports de les Corts Valencianes i membre de la 
Comissió Permanent no legislativa de Seguretat Nuclear.